# Pera (colore)
Verde pera è una tonalità di giallo molto desaturata, che ricorda il colore del frutto della pera.